# Gallery of Suicide
Gallery Of Suicide (en español: Galería del suicidio) es el sexto álbum de estudio de la banda estadounidense de death metal Cannibal Corpse, fue lanzado el 21 de abril de 1998 y publicado y distribuido por Metal Blade Records.
La imagen de portada, realizada por Vincent Locke, representa a una mujer pelirroja hiriéndose por todo el cuerpo; la versión censurada de la cubierta simplemente muestra los exteriores de la Galería, aunque puede verse cómo un hombre salta al vacío desde ella.

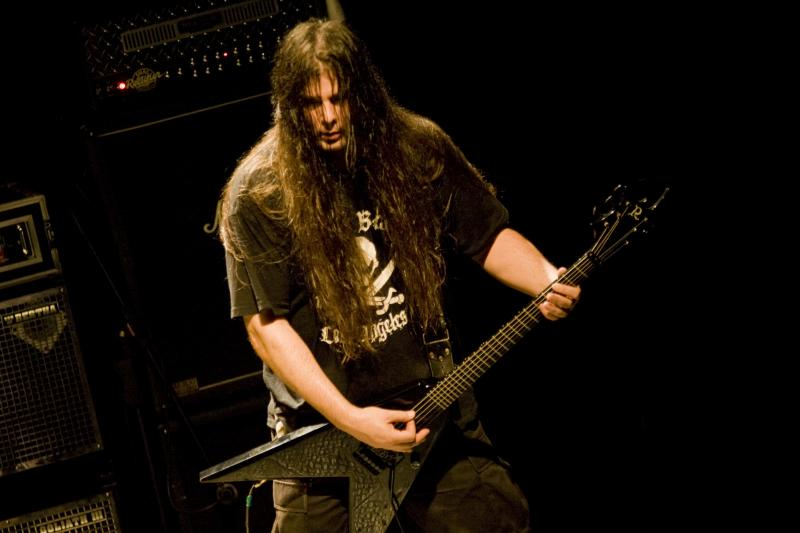
Pat O'Brien exguitarrista de Monstrosity.

## Lista de canciones
| N.º   | Título                     | Música                                  | Duración |  |
| 1.    | «I Will Kill You»          | Alex Webster                            | 2:47     |  |
| 2.    | «Disposal of the Body»     | Webster                                 | 1:54     |  |
| 3.    | «Sentenced to Burn»        | Webster                                 | 3:06     |  |
| 4.    | «Blood Drenched Execution» | Paul Mazurkiewicz, Pat O'Brien, Webster | 2:40     |  |
| 5.    | «Gallery of Suicide»       | Mazurkiewicz, Jack Owen, Webster        | 3:55     |  |
| 6.    | «Dismembered and Molested» | Owen, Webster                           | 1:53     |  |
| 7.    | «From Skin to Liquid»      | O'Brien, Webster                        | 5:30     |  |
| 8.    | «Unite the Dead»           | Owen, Webster                           | 3:05     |  |
| 9.    | «Stabbed in the Throat»    | Mazurkiewicz, O'Brien                   | 3:26     |  |
| 10.   | «Chambers of Blood»        | Webster                                 | 4:11     |  |
| 11.   | «Headless»                 | Mazurkiewicz, Webster                   | 2:22     |  |
| 12.   | «Every Bone Broken»        | Mazurkiewicz, Owen                      | 3:18     |  |
| 13.   | «Centuries of Torment»     | Webster                                 | 4:04     |  |
| 14.   | «Crushing the Despised»    | Owen, Webster                           | 1:56     |  |
| 44:13 |                            |                                         |          |  |

## Miembros
- George Fisher - voz
- Alex Webster - bajo
- Jack Owen - guitarra
- Pat O'Brien - guitarra
- Paul Mazurkiewicz - batería